# Matthias Manasi
Matthias Manasi (ur. 26 grudnia 1969 w Berlinie) – niemiecki dyrygent i pianista. W latach 2017–2021 był dyrektorem muzycznym i głównym dyrygentem Nickel City Opera w Buffalo w stanie Nowy Jork (USA).

## Życiorys

### Młodość i edukacja
Matthias Manasi pobierał lekcje gry na fortepianie od trzeciego roku życia i lekcje gry na skrzypcach od ósmego roku życia. Studiował dyrygenturę na Uniwersytecie Muzyki i Sztuk Scenicznych w Stuttgarcie u Thomasa Ungara. Studiował grę na fortepianie na Uniwersytecie Muzycznym i Sztuk Scenicznych w Stuttgarcie u Andrzeja Ratusińskiego oraz na Uniwersytecie Muzycznym w Karlsruhe u Carmen Piazzini. Do jego nauczycieli i mentorów należą także Karl Österreicher, Ferdinand Leitner, Helmuth Rilling, Sylvain Cambreling, Kurt Masur, Georg Tintner, Gianluigi Gelmetti i Jorma Panula. Podczas studiów był asystentem Heinza Holligera, Manfreda Honecka i Miguela Angela Gomeza Martineza. W wieku 19 lat rozpoczął pracę jako repetytor i asystent dyrygenta w Staatsoper Stuttgart. Zadebiutował jako dyrygent w wieku 19 lat L'histoire du soldat Igor Strawinskiego w Wilhelma-Theater w Stuttgarcie.

### Kariera
Po ukończeniu studiów podjął pracę jako kapelmistrz w Operze w Kilonii, a następnie jako kapelmistrz w Oldenburgisches Staatstheater, gdzie dyrygował szerokim repertuarem operowym i symfonicznym. Od 2000 do 2013 roku był głównym dyrygentem Orchestra Camerata Italiana. W 2012 roku poprowadził światową premierę oratorium Cosimo Minicozziego La Passione di Padre Pio da Pietrelcina z Orchestra Camerata Italiana.
W latach 2010–2013 był dyrektoremmuzycznym Międzynarodowego Festiwalu PuntaClassic z Orkiestrą Filharmoniczną Montevideo w Montevideo. W latach 2013–2015 był dyrygentem w Operze Wrocławskiej. W latach 2016–2017 pracował jako dyrygent w Operze Poznańskiej. W 2017 roku Matthias Manasi został dyrektorem muzycznym i głównym dyrygentem Nickel City Opera w Buffalo, (Nowy Jork, USA), którą to funkcję pełnił do 2021 roku.
Matthias Manasi występował gościnnie w Teatr Wielki w Warszawie, w Staatsoper Stuttgart, w Operze Lipskie, w Operze Astana, w Opéra de Marseille, w Deutsche Oper Berlin, w Staatstheater Braunschweig, w Staatstheater Kassel, w Theater Bremen, w Opernhaus Halle, w Operze w Konstancy, w Państwowej Operze w Rousse, w Państwowej Operze Śląskiej, w Teatro Solis, w Stadttheater Klagenfurt, w Eduard-von-Winterstein-Theater, na festiwalu Rossini in Wildbad oraz na festiwalu w Eutin.
Równolegle do kariery operowej Manasi dyrygował m.in. Symphoniker Hamburg, Münchner Rundfunkorchester, Helsinki Philharmonic Orchestra, SWR Symphonieorchester, Wiener Mozart Orchester, Niedersächsisches Staatsorchester Hannover, Mecklenburgische Staatskapelle Schwerin, Bach-Collegium Stuttgart, Slovak Sinfonietta, Württembergische Philharmonie Reutlingen, Cukurova Devlet Senfoni Orkestras, National Radio Orchestra of Romania, Orchestra Sinfonica do Teatro Nacional Claudio Santoro, Orchestra Sinfonica di Sanremo, Orquestra Filarmonia das Beiras, Kazakh State Philharmonic Orchestra, Orchestra Sinfonica della Provincia di Bari, Vratsa Symphony Orchestra, Southern Arizona Symphony Orchestra w Tucson, Orchestra Sinfonica di Roma, Orquestra Sinfonica do Rio Grande do Norte, I Solisti di Milano i Liepaja Symphony Orchestra.
Oprócz pracy jako dyrygent, regularnie występuje jako pianista koncertowy ze znaczącymi orkiestrami. 5 marca 2016 r. Matthias Manasi otworzył 24. Międzynarodowy Festiwal Gwiazd w Lipawie w nowej Wielkiej Bursztynowej Sali Koncertowej z Liepaja Symphony Orchestra jako dyrygent i pianista. W listopadzie 2009 roku akompaniował mezzosopranistce Laurze Brioli na fortepianie Steinway Richard Wagnera podczas koncertu w Villa Wahnfried w Bayreuth.
8 grudnia 2017 r. dyrygował na transmitowanym na cały świat koncercie upamiętniającym króla Michał I Rumuński wraz z Rumuńską Narodową Orkiestrą Radiową w Bukareszcie. Prowadził koncerty filmowe z muzyką z serii filmów o Harrym Potterze autorstwa kompozytora Johna Williamsa, wydane przez CineConcerts we współpracy z Warner Bros. W kwietniu 2022 roku poprowadził światową premierę Concertino na skrzypce i orkiestrę Artura Orenburskiego z Kazachską Państwową Orkiestrą Filharmoniczną i skrzypaczką Aidą Ayupovą w Ałmaty.
Matthias Manasi nagrał wiele utworów dla radia, telewizji i płyt CD dla różnych wytwórni. W dniu 7 kwietnia 2023 r. ukazała się nowa płyta CD wydana przez wytwórnię Hänssler Classic z Matthiasem Manasim w roli dyrygenta Slovak Sinfonietta zawierająca symfonie Mozarta nr 34-36.
W styczniu 2024 r. Matthias Manasi poprowadził Koncert Noworoczny 2024 z Orkiestrą Symfoniczną Selangor w Kuala Lumpur.

## Legături externe
- Site-ul oficial
- Matthias Manasi w Discogs
- Matthias Manasi w MusicBrainz
- Matthias Manasi w Spotify
- Matthias Manasi w AllMusic